# Haywood City
Haywood City est un village situé au centre du comté de Scott, dans le Missouri, aux États-Unis,. Il est incorporé en 1960.

## Démographie
Lors du recensement de 2010, le village comptait une population de 206 habitants. Elle est estimée, en 2016, à 203 habitants.

### Source de la traduction
- (en) Cet article est partiellement ou en totalité issu de l’article de Wikipédia en anglais intitulé « Haywood City, Missouri » (voir la liste des auteurs).